# Camille Makosso
Pour les articles homonymes, voir Makosso.
Camille Makosso, né le 14 juillet 1979 à Abidjan, est un révérend pasteur évangélique, homme d’affaires et influenceur web ivoirien. Il est aussi connu sous le surnom de «Général Makosso». Il est le président de la Commission protestante évangélique de Côte d'Ivoire, qui regroupe plus de 10 500 pasteurs. Il est considéré comme une  personnalités du monde évangélique ivoirien.

## Biographie
Camille Makosso est également connu sous le nom de Général Makosso. Il est issu d'une famille de neuf enfants, d'origine Gagou, une ethnie située dans le département d'Oumé, au centre-ouest de la Côte d'Ivoire. Son père est ingénieur informaticien et sa mère commerçante. Il quitte l'école en classe de Seconde et grandit dans la commune d'Abobo. Avant de devenir pasteur, il fait partie d'un gang appelé "Flash Boys", engagé dans des activités illégales. Son surnom de "Général" provient de son charisme et de son autorité au sein du groupe. Après plusieurs incidents, son père a décidé de l'envoyer vivre chez son oncle à N'Douci. Il est emprisonné à deux reprises, la première fois pendant 15 mois et la seconde fois pendant 12 jours.
Makosso a cinq casquettes: le pasteur, le coach, l'influenceur, l'homme d'affaires et le conseiller politique.

### Parcours religieux
Après une rencontre avec un pasteur en 1999, Camille Makosso décide de suivre une formation théologique à l'Institut Biblique International Rhéma, où il étudie pendant sept ans avant de devenir pasteur. Il fonde par la suite sa première église à N'Douci, où il commence à prêcher la parole de Dieu.
Auparavant, secrétaire général du Directoire National des églises protestantes évangéliques de la Côte d’Ivoire, il est investi en tant que président de la Commission protestante évangélique de Côte d'Ivoire le 29 décembre 2019,. Cette commission regroupe plus de 10.525 pasteurs affiliés et 85 fédérations à travers le pays.
Mission Évangélique, Foi et Action, de Port-Bouet à Adjouffou, de Yopougon, et de Bingerville sont ses églises.

### Présence en ligne
Le Révérend Makosso Camille gagne en popularité au-delà de son ministère local grâce à son utilisation active des réseaux sociaux, où il partage des sermons et des messages sur la foi et les questions sociales. Sur Facebook, il gère deux pages officielles: Révérend Camille Makosso, qui compte plus de 167 000 abonnés, et Makosso Camille, avec plus de 2,7 millions d'abonnés. Sur TikTok, il utilise le nom de Général Camille Makosso, avec plus de 1,4 million d'abonnés et plus de 12,5 millions de j'aime. Sur YouTube, sa chaîne, Général Camille Makosso TV, totalise plus de 280 000 abonnés et plus de 25 millions de vues.

### Entrepreneur
En plus d’être un pasteur et influenceur, Makosso Camille est aussi un cultivateur, homme d’affaires qui possède une entreprise spécialisée dans la vente et l’achat de voitures et de maisons. Une société immobilière qui lui rapporte plus de 800 millions de chiffre d'affaires par an. Il est également l'auteur de livres sur le développement personnel et la création de richesse dont Comment posséder une année et devenir milliardaire et Les secrets de la réussite,.

## Vie personnelle
Il fait la connaissance de sa femme, Tatiana Kosséré à l’église évangélique Antioche en 2001 à Abidjan et l'épouse en 2003 sans le consentement de ses parents. Camille Makosso enlève Tatiana Kosséré alors qu'elle vient de passer son baccalauréat avec mention. Et il réapparaît avec elle, accompagné de deux enfants et d'une grossesse en cours dix ans plus tard. Le couple a quatre enfants: trois filles, Kimberly Makosso, l'aînée et une figure active sur les médias sociaux, Mety Makosso, la sœur cadette de Kimberly, et Paris Makosso, et un fils nommé Usher Makosso.
Louise Makosso, connue sous le nom de Lolo Beauté, est la sœur cadette de Makosso Camille. Elle est également une personnalité publique en Côte d'Ivoire.
Sa femme décède le 28 mars 2020 des suites d’un «malaise postopératoire d’une hernie de la ligne blanche»,. Les funérailles de Tatiana Makosso ont lieu le samedi 19 décembre 2020, 8 mois après que sa famille biologique ait demandé une autopsie en raison de présomptions de violences infligées par son mari.

## Distinctions
- 2022: Meilleur influenceur de l’Afrique de l’Ouest, Festival de la Culture Burkinabè[17]

## Critiques et controverses
En 2010, Camille Makosso est impliqué dans une affaire judiciaire qui conduit à son incarcération pendant plusieurs semaines. Cette affaire est l'un des épisodes qui contribue à sa notoriété. Son style de prédication et son usage des réseaux sociaux sont considérés par certains comme non conventionnels pour un homme de Dieu.
Arrêté et placé sous mandat de dépôt à la MACA (Maison d’Arrêt et de correction d’Abidjan) à la suite d’une accusation d’escroquerie au nom de la Présidence de la République, le révérend Makosso Camille, depuis sa cellule, réplique à travers un document le dimanche 31 mai 2015. Il note que c’est une cabale contre lui, avant de faire à son tour, des accusations. Le document met en accusation le Bishop Kassi d’Azito comme commanditaire de son arrestation. Ce, dans le cadre unique de son affaire de 2009 où il passe 15 mois en prison,.
Des accusations sont portées dans le cadre de l’enquête sur le décès de Tatiana Kossere, épouse du révérend pasteur Camille Makosso. Sa famille a constaté des signes de violences sur son corps, suggérant que son décès pourrait être lié à une action violente. Ils attendent les résultats d'une autopsie pour clarifier les circonstances de sa mort, qu'ils attribuent à des violences conjugales. Des antécédents de violence sont également mentionnés, notamment un incident en novembre 2019 où Makosso Camille a battu son épouse, entraînant des blessures. Des preuves de violences ont été ajoutées au dossier de l’enquête,.

## Livres
- 2019: Les secrets de la réussite: l'Ecole de la Marmaille  (ISBN 1709353899) , (ISBN 9781709353895)
- 2020: Comment posséder une année et devenir milliardaire, Révérend Général Camille et Tatiana Makosso  (ISBN 979-8649663687)